# Caspar Movius
Caspar Movius (ur. 26 października 1610 w Lenzen, zm. 1667 w Stralsundzie) – niemiecki kompozytor i muzyk epoki wczesnego baroku.
Związany z Pomorzem Przednim, kształcił się w Greifswaldzie i Rostocku, gdzie w latach 1629–1634 studiował teologię. Jako muzyk działał głównie w Stralsundzie, gdzie pracował też w rektoracie tamtejszego gimnazjum.